# Récords de la selección de rugby de Nueva Zelanda

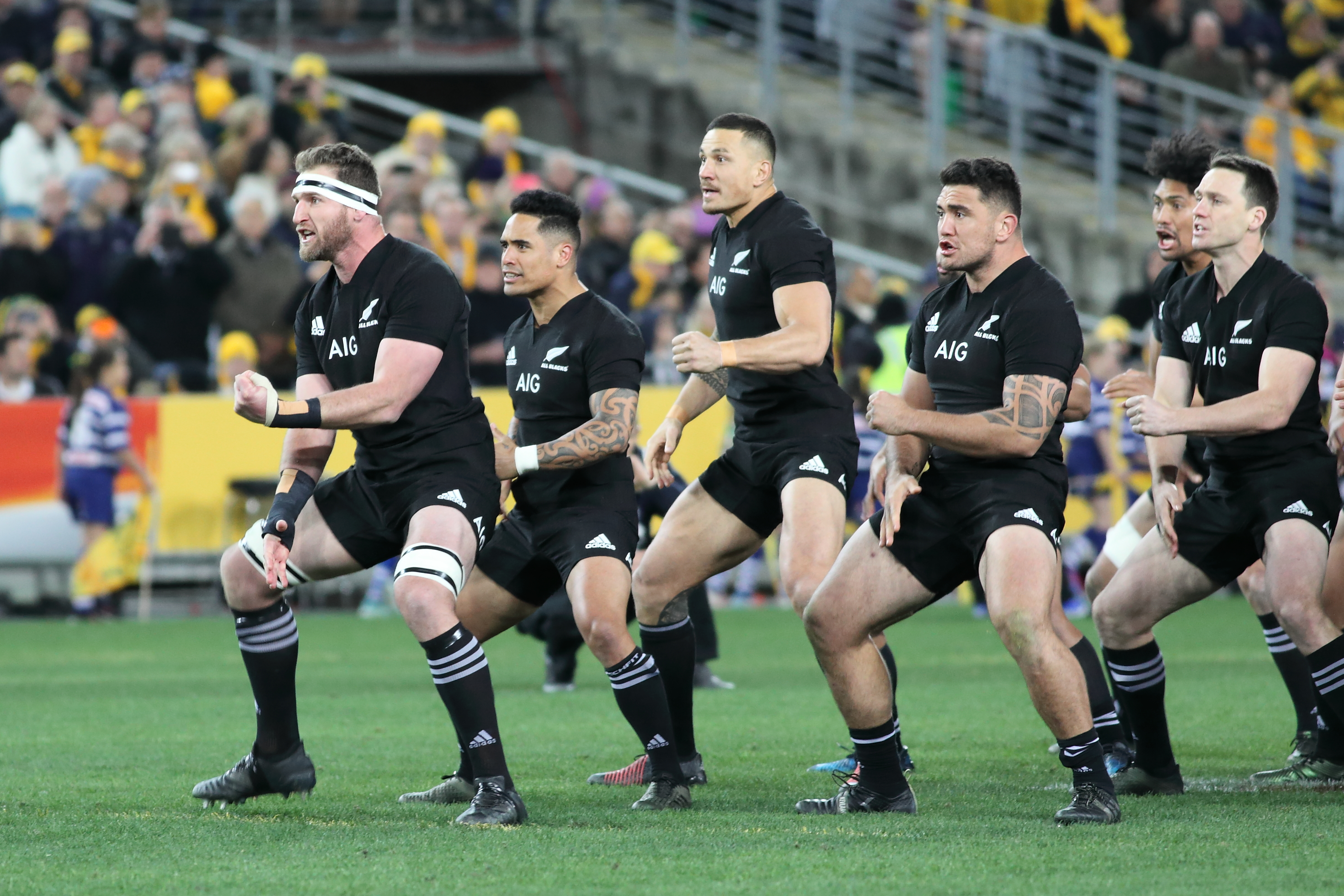
All Blacks, The Rugby Championship 2017.

Este artículo registra los récords de la selección de rugby de Nueva Zelanda.

## Historia
El récord de más puntos conseguidos en partidos internacionales oficiales no sólo de Nueva Zelanda, sino de cualquier nación, lo tiene Dan Carter con 1.569 de 110 tests. Ha superado el récord total de los All Blacks de Andrew Mehrtens de 967 puntos en 70 tests en la victoria de los All Blacks sobre Inglaterra el 21 de noviembre de 2009. El 27 de noviembre de 2010 Dan Carter anotó un golpe de castigo contra Gales para superar el previo récord mundial de Jonny Wilkinson de 1.178 puntos. Carter también tiene el récord de puntos contra Australia con 270.
El máximo anotador de ensayos de los All Blacks es Doug Howlett con 49 ensayos, quien superó el precedente de 46 de Christian Cullen durante la Copa Mundial de Rugby de 2007. El récord mundial de ensayos anotados en un año lo tiene Joe Rokocoko, con 17 ensayos en 2003; también se convirtió en el primer All Black que anotó diez ensayos en sus primeros cinco tests, así como ser el primer All Black en anotar al menos dos ensayos en cada uno de cuatro tests consecutivos. Quien más partidos oficiales ha jugado es Richie McCaw con 146 caps. El récord de más tests como capitán también lo tiene McCaw, con 108. El All Black más joven en debutar internacionalmente fue Lomu, que lo hizo con 19 años y 45 días, mientras que el más viejo fue Ned Hughes con 40 años y 123 días. El siguiente más viejo fue Frank Bunce, a los 35 años y 305 días, más de cuatro años más joven que Hughes.

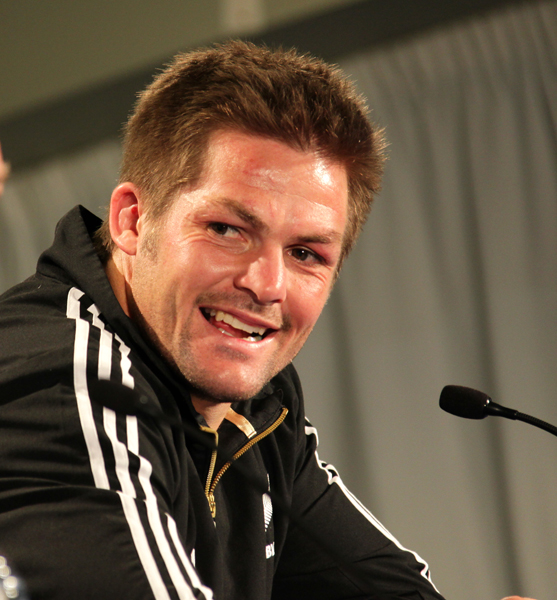
Richie McCaw jugó más partidos y fue el primer neozelandés en jugar 100 test matches.

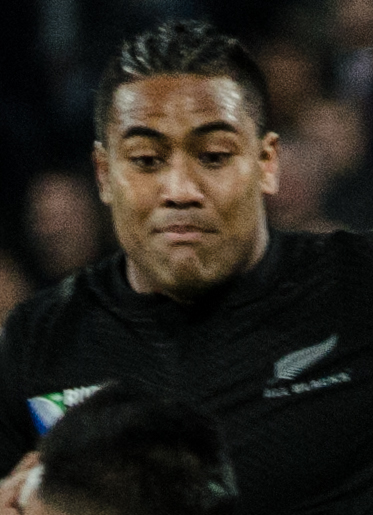
Julian Savea no es seleccionado por jugar en Europa.

### Mayor número de test matches
|    | Jugador       | Tests | Posición      | Carrera   |
| -- | ------------- | ----- | ------------- | --------- |
| 1  | Richie McCaw  | 148   | Ala           | 2001–2015 |
| 2  | Keven Mealamu | 132   | Hooker        | 2002–2015 |
| 3  | Kieran Read   | 128   | Octavo        | 2008–2019 |
| 4  | Sam Whitelock | 127   | Segunda línea | 2010–     |
| 5  | Tony Woodcock | 118   | Pilar         | 2002–2015 |
| 6  | Dan Carter    | 112   | Apertura      | 2003–2015 |
| 7  | Owen Franks   | 108   | Pilar         | 2009–2019 |
| 8  | Ma'a Nonu     | 103   | Centro        | 2003-2015 |
| 9  | Mils Muliaina | 100   | Fullback      | 2003–2011 |
| 10 | Conrad Smith  | 94    | Centro        | 2004–2015 |

### Máximos anotadores en test matches
|    | Jugador          | Puntos | Posición | Carrera   |
| -- | ---------------- | ------ | -------- | --------- |
| 1  | Dan Carter       | 1598   | Apertura | 2003–2015 |
| 2  | Andrew Mehrtens  | 967    | Apertura | 1995–2004 |
| 3  | Beauden Barrett  | 675    | Apertura | 2012-     |
| 4  | Grant Fox        | 654    | Apertura | 1985–1993 |
| 5  | Aaron Cruden     | 322    | Apertura | 2010–2017 |
| 6  | Carlos Spencer   | 291    | Apertura | 1997–2004 |
| 7  | Doug Howlett     | 245    | Wing     | 2000–2007 |
| 8  | Christian Cullen | 236    | Fullback | 1996–2002 |
| 9  | Jeff Wilson      | 234    | Wing     | 1993–2001 |
| 10 | Julian Savea     | 230    | Wing     | 2012–2017 |

### Máximos anotadores de tries
|    | Jugador          | Tries | Posición | Carrera   |
| -- | ---------------- | ----- | -------- | --------- |
| 1  | Doug Howlett     | 49    | Wing     | 2000–2007 |
| 2  | Julian Savea     | 46    | Wing     | 2012–2017 |
| 3  | Christian Cullen | 46    | Fullback | 1996–2002 |
| 4  | Joe Rokocoko     | 46    | Wing     | 2003–2010 |
| 5  | Jeff Wilson      | 44    | Wing     | 1993–2001 |
| 6  | Ben Smith        | 39    | Fullback | 2009–2019 |
| 7  | Jonah Lomu       | 37    | Wing     | 1994–2002 |
| 8  | Tana Umaga       | 36    | Centro   | 1997–2005 |
| 9  | John Kirwan      | 35    | Wing     | 1983–1994 |
| 10 | Mils Muliaina    | 34    | Fullback | 2003–2011 |

## Nueva Zelanda en la Copa del Mundo
Adicionalmente, Nueva Zelanda ostenta varias marcas en la Copa del Mundo, entre ellas, el mayor número de partidos jugados (48), el mayor número de tantos en un encuentro (145 frente a Japón el 4 de junio de 1995), el mayor número de tantos en la historia del torneo (2.248), la mayor cantidad de ensayos (306) y de conversiones (222).
En los cuartos de final de la Copa Mundial de Rugby de 2015 Nueva Zelanda se convirtió en el primer equipo en pasar la barrera de los 50 puntos en un encuentro de cuartos de final de un Mundial, logrando también en ese partido el número más elevado de puntos en la primera mitad de un encuentro de este tipo (29).
Además han sido el primer equipo en revalidar título de campeón del mundo al hacerlo en 2011 y 2015
A nivel individual, varios jugadores también han establecidos marcas en la Copa del Mundo: Jonah Lomu posee el récord de ensayos (15 en dos participaciones), aunque actualmente ha empatado con él el sudafricano Bryan Habana; Sean Fitzpatrick de encuentros disputados (17 entre 1987 y 1995), Marc Ellis de ensayos en un solo juego (6 a Japón en 1995), Grant Fox de tantos en un torneo (126 en 1987), mientras que Simon Culhane es quien más anotaciones consiguió en un encuentro (45 frente a Japón en 1995).

## Rendimiento de los Entrenadores
Debido a la variedad en la definición y el rol desempeñado por los entrenadores de los All Blacks antes de la gira del equipo por Sudáfrica en 1949, en el siguiente cuadro solo se incluyen a los entrenadores designados a partir de esa fecha.
| Nombre          | Período         | Encuentros | Ganados | Empatados | Perdidos | Rendimiento |
| --------------- | --------------- | ---------- | ------- | --------- | -------- | ----------- |
| Alex McDonald   | 1949            | 4          | 0       | 0         | 4        | 0%          |
| Tom Morrison    | 1950, 52, 55–56 | 12         | 8       | 1         | 3        | 66.7%       |
| Len Clode       | 1951            | 3          | 3       | 0         | 0        | 100%        |
| Arthur Marslin  | 1953–1954       | 5          | 3       | 0         | 2        | 60%         |
| Dick Everest    | 1957            | 2          | 2       | 0         | 0        | 100%        |
| Jack Sullivan   | 1958–1960       | 11         | 6       | 1         | 4        | 54.5%       |
| Neil McPhail    | 1961–1965       | 20         | 16      | 2         | 2        | 80%         |
| Ron Bush        | 1962            | 2          | 2       | 0         | 0        | 100%        |
| Fred Allen      | 1966–1968       | 14         | 14      | 0         | 0        | 100%        |
| Ivan Vodanovich | 1969–1971       | 10         | 4       | 1         | 5        | 40%         |
| Bob Duff        | 1972–1973       | 8          | 6       | 1         | 1        | 75%         |
| John Stewart    | 1974–1976       | 11         | 6       | 1         | 4        | 54.5%       |
| Jack Gleeson    | 1977–1978       | 13         | 10      | 0         | 3        | 76.9%       |
| Eric Watson     | 1979–1980       | 9          | 5       | 0         | 4        | 55.5%       |
| Peter Burke     | 1981–1982       | 11         | 9       | 0         | 2        | 81.8%       |
| Bryce Rope      | 1983–1984       | 12         | 9       | 1         | 2        | 75%         |
| Brian Lochore   | 1985–1987       | 18         | 14      | 1         | 3        | 77.7%       |
| Alex Wyllie     | 1988–1991       | 29         | 25      | 1         | 3        | 86.2%       |
| Laurie Mains    | 1992–1995       | 34         | 23      | 1         | 10       | 67.6%       |
| John Hart       | 1996–1999       | 41         | 31      | 1         | 9        | 75.6%       |
| Wayne Smith     | 2000–2001       | 17         | 12      | 0         | 5        | 70.5%       |
| John Mitchell   | 2002–2003       | 28         | 23      | 1         | 4        | 82.1%       |
| Graham Henry    | 2004–2011       | 103        | 88      | 0         | 15       | 85.4%       |
| Steve Hansen    | 2012–2019       | 107        | 93      | 4         | 10       | 86.9%       |

## Jugadores destacados

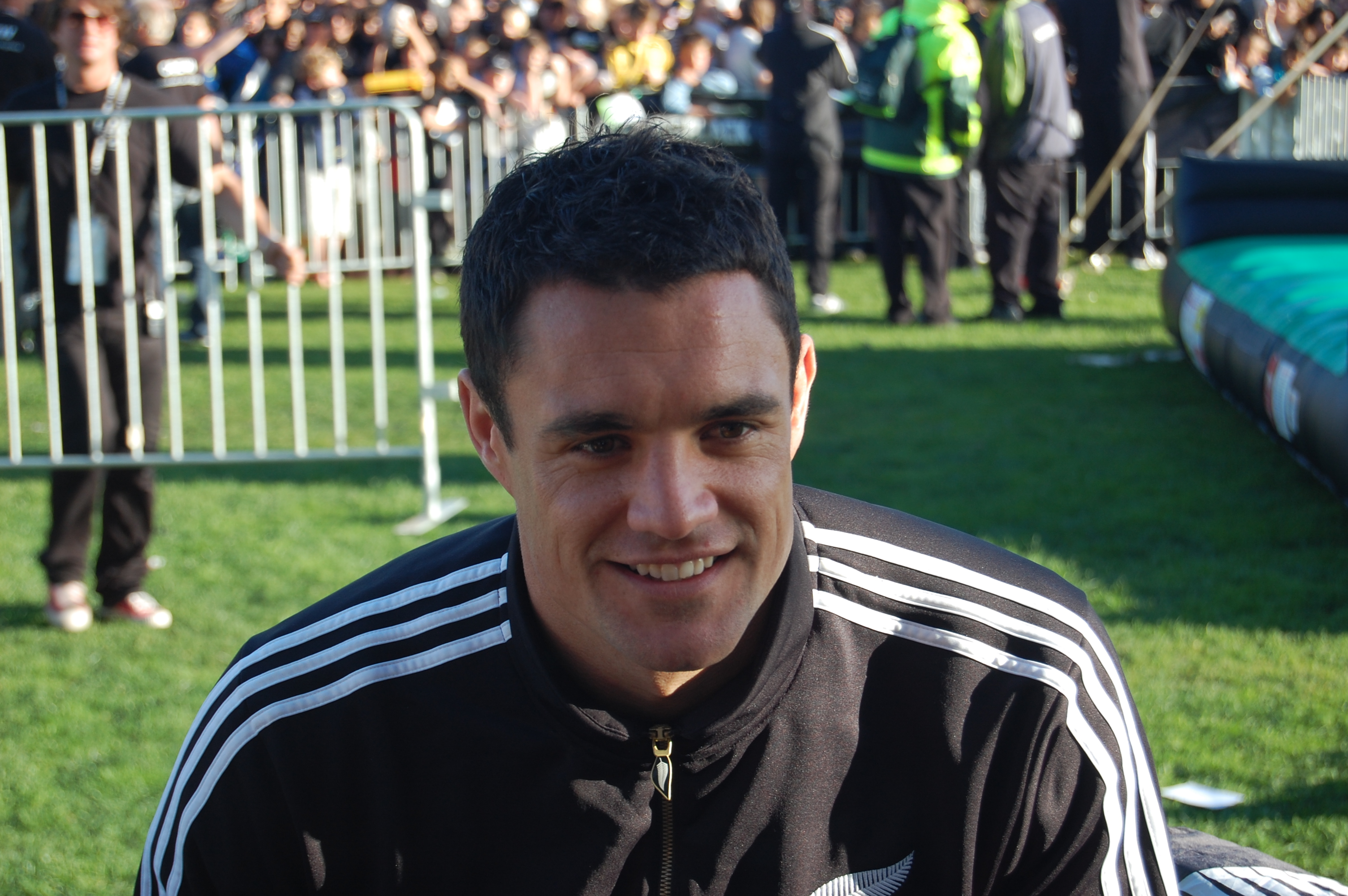
Dan Carter marcó más puntos, en toda la historia.

Los campeones del primer mundial fueron entrenados por Brian Lochore quien había representado a Nueva Zelanda en 25 tests entre 1964 y 1971, incluyendo 17 como capitán. Lochore fue nombrado caballero en 1999 por sus servicios de toda una vida al rugby y fue también incluido en el Salón de la Fama del World Rugby el 24 de octubre de 2011, en una ceremonia en Auckland junto con todos los demás entrenadores ganadores de la Copa del Mundo hasta el torneo de 2007. Cuatro miembros del equipo de la Copa del Mundo de 1987 que él había entrenado también fueron incluidos en el Salón de la Fama Internacional, y uno en el Salón de la Fama del World Rugby. John Kirwan jugó un total de 63 tests entre 1984 y 1994, anotando 35 ensayos, un récord de los All Blacks en aquella época. En la inauguración de la Copa del Mundo de 1987 contra Italia, Kirwan corrió 90 metros para anotar uno de los ensayos del torneo. Un All Black de 1984 a 1993, Grant Fox fue uno de los mayores anotadores neozelandeses con 1.067 puntos, incluyendo 645 puntos en tests. Fox jugó 46 tests, incluyendo la final del Mundial 1987 contra Francia. Conocido como "The Iceman" ("el hombre de hielo"), Michael Jones fue uno de los mayores alas del lado abierto de todos los tiempos. Nacido en Auckland, Nueva Zelanda, Jones jugó primero rugby internacional para Samoa, luego para Nueva Zelanda, jugando 55 tests entre 1987 y 1998. Debido a su fe cristiana, Jones nunca jugaba al rugby los domingos, y eso dio como resultado que no jugó en la semifinal de 1991 contra Australia y tampoco fue escogido para la Copa de 1995. El capitán del equipo, David Kirk, fue incluido en el Salón de la Fama del World Rugby junto con Lochore; todos los demás entrenadores ganadores de la Copa Mundial hasta 2007 (menos el ya incluido australiano John Eales) fueron también consagrados en esta ceremonia.
Durante muchos años el que más partidos jugó internacionalmente con Nueva Zelanda fue Sean Fitzpatrick, con 92 apariciones. Jugó en la Copa de 1987 después de que Andy Dalton se lesionara y fue nombrado capitán de los All Blacks en 1992, siguiendo con este papel hasta su retiro en 1997. Jugó 346 partidos de rugby de primer nivel.
Jonah Lomu está considerado como la primera superestrella global de rugby. Fue el jugador más joven en aparecer en un test match como All Black, haciendo su debut con 19 años y 45 días en 1994. Un wing, tenía cualidades físicas únicas; incluso teniendo una altura de 1.96 m y un peso de 119 kg, haciendo de él tanto el más alto como el más pesado y el más rápido All Black que haya jugado para Nueva Zelanda, pudiendo correr 100 metros en 11 segundos. Entró en la escena internacional durante la Copa Mundial de Rugby de 1995 anotando siete ensayos en la competición, siendo la actual marca de un campeonato del mundo. Cuatro de esos ensayos se produjeron en la semifinal frente a Inglaterra, incluyendo un icónico ensayo en el que se llevó por delante a Mike Catt de camino a la línea de marca. Añadiría otros ocho ensayos más en la Copa Mundial de Rugby de 1999. Quizás lo más destacado es que Lomu jugó virtualmente toda su carrera al más alto nivel siendo al mismo tiempo un enfermo del riñón que acabó con su carrera internacional en 2002, llevándolo al final a un trasplante en 2004. Incluso, con su carrera dificultada, Lomu anotó 37 ensayos en 63 tests. Lomu fue incluido en el Salón de la Fama del World Rugby en octubre de 2011, y fue específicamente reconocido como uno de los cuatro nuevos incluidos "que habían dejado una marca indeleble en la Copa del Mundo de Rugby por sus momentos de magia, inspiración o hazañas".